# Perkebunan Sukaraja
Perkebunan Sukaraja is een bestuurslaag in het regentschap Asahan van de provincie Noord-Sumatra, Indonesië. Perkebunan Sukaraja telt 1236 inwoners (volkstelling 2010).